# سارا گرینوود
سارا گرینوود (انگلیسی: Sarah Greenwood) یک طراح تولید می‌باشد. او چهار بار نامزد جایزه اسکار شده است، در سال ۲۰۰۶ برای غرور و تعصب (فیلم ۲۰۰۵), در سال ۲۰۰۸ برای کفاره, در سال ۲۰۱۰ برای شرلوک هولمز (فیلم ۲۰۰۹) و در سال ۲۰۱۲ برای آنا کارنینا.
در سال ۲۰۱۳، در بیست و ششمین جوایز فیلم اروپا گریننوود با فیلم آنا کارنینا. به عنوان بهترین طراح تولید برگزیده شد و بعلاوه برای آنا کارنینا برنده جایزه انجمن کارگردانان هنری شد.